# Askfm
Askfm (poprzednio Ask.fm) – serwis społecznościowy Questions and Answers (Pytania i Odpowiedzi), w ramach którego zarejestrowani użytkownicy mogli zadawać innym pytania oraz na nie odpowiadać. Portal został stworzony przez łotewską firmę RIGA z siedzibą w Rydze i uruchomiony 16 czerwca 2010 roku, natomiast w sierpniu 2014 roku od jego założycieli kupiło amerykańskie przedsiębiorstwo IAC będące wtedy m.in. właścicielem wyszukiwarki Ask.com i serwisu randkowego Tinder, a w październiku 2014 przejęty przez irlandzką spółkę z ograniczoną odpowiedzialnością Ask.fm Europe Ltd.
Zadawanie pytań wymagało rejestracji, ale pytania mogły pozostać anonimowe. Serwis był notowany w rankingu Alexa na miejscu 184 (czerwiec 2014). Serwis został zamknięty z dniem 1 grudnia 2024 roku.

## Historia
Serwis uruchomiono w czerwcu 2010 roku przez: Oskarsa Liepiņša, Marka Terebina, Ilja’e Terebina, Valerija Vešņakova i Klāvsa Sinka. Serwis szybko zyskał popularność na całym świecie. W 2013 roku odnotowano 80 mln zarejestrowanych użytkowników, którzy generują 30 mln pytań i odpowiedzi dziennie. Askfm jest jedną z 200 najczęściej odwiedzanych stron internetowych.
Pod koniec października 2014 roku serwis został przejęty przez irlandzką spółkę z ograniczoną odpowiedzialnością Ask.fm Europe Ltd., jednak siedziba wciąż pozostaje w Rydze. Nowa polityka prywatności obowiązywała od 1 grudnia 2014 roku.

### Zamknięcie
24 października 2024 roku zablokowano możliwość tworzenia nowych profili w serwisie. Poinformowano wówczas również, że zamknięcie Askfm zaplanowane jest na 1 grudnia tego samego roku. Po zamknięciu serwisu adres internetowy pozostał aktywny, na którym pojawia się napis o pracach konserwacyjnych strony.

## Popularność w Polsce
Szczyt popularności portalu Askfm w Polsce przypadał na przełom lat 2013/2014, wówczas liczba użytkowników przekraczała ponad 2,5 miliona aktywnych kont. Znaczący spadek odwiedzalności serwisu następował lawinowo od końca 2014 roku. W połowie 2016 roku liczba użytkowników Askfm w Polsce wyniosła ponad 763 tysiące osób, a w maju 2018 roku już tylko 174 tysiące aktywnych kont.

## Krytyka
W połowie 2013, zanim Ask.com został kupiony przez ASKfm, strona była przedmiotem kilku artykułów na temat cyberprzemocy, które miały związek z samobójstwami. Było to w dużej mierze odpowiedzią na powszechnie zgłaszane przypadki anonimowych obraźliwych wiadomości oraz samobójstw wynikających z takiego zastraszania. Właściciel strony kwestionował stawiane mu zarzuty, ponieważ nie posiadał odpowiednich możliwości raportowania, śledzenia, a także kontroli rodzicielskiej, które były powszechnie stosowane przez portale społecznościowe. Obecnie witryna posiada kompletną funkcję raportowania i blokowania użytkowników, ponadto zaktualizowała Warunki Użytkowania oraz Politykę Prywatności, które zawierają szczegółowe warunki korzystania z ASKfm.
6 sierpnia 2013 roku poinformowano, że Hannah Smith, 14-letnia dziewczyna z Anglii, popełniła samobójstwo, a jej ojciec obwiniał za śmierć portal, na którym jego córka doświadczyła cyberprzemocy i prześladowania. Wezwał on do ściślejszej kontroli nad portalami, takimi jak Askfm, mówiąc, że widział jak anonimowość prowadziła do nadużyć, których doświadczyła jego córka. Rodzina Smithów zyskała poparcie rodziców Joshuy Unsworth, który również był prześladowany przed swoją samobójczą śmiercią. Firma odpowiedziała, że „chętnie pomoże policji” w śledztwie.
Po samobójstwie Hannah Smith premier Wielkiej Brytanii, David Cameron, wezwał do bojkotu wszystkich portali społecznościowych, które nie ponoszą odpowiedzialności za cyberprzemoc w swoich witrynach. Kilku reklamodawców odpowiedziało usuwając swoje reklamy z witryny.